# Thực phẩm biến đổi gen

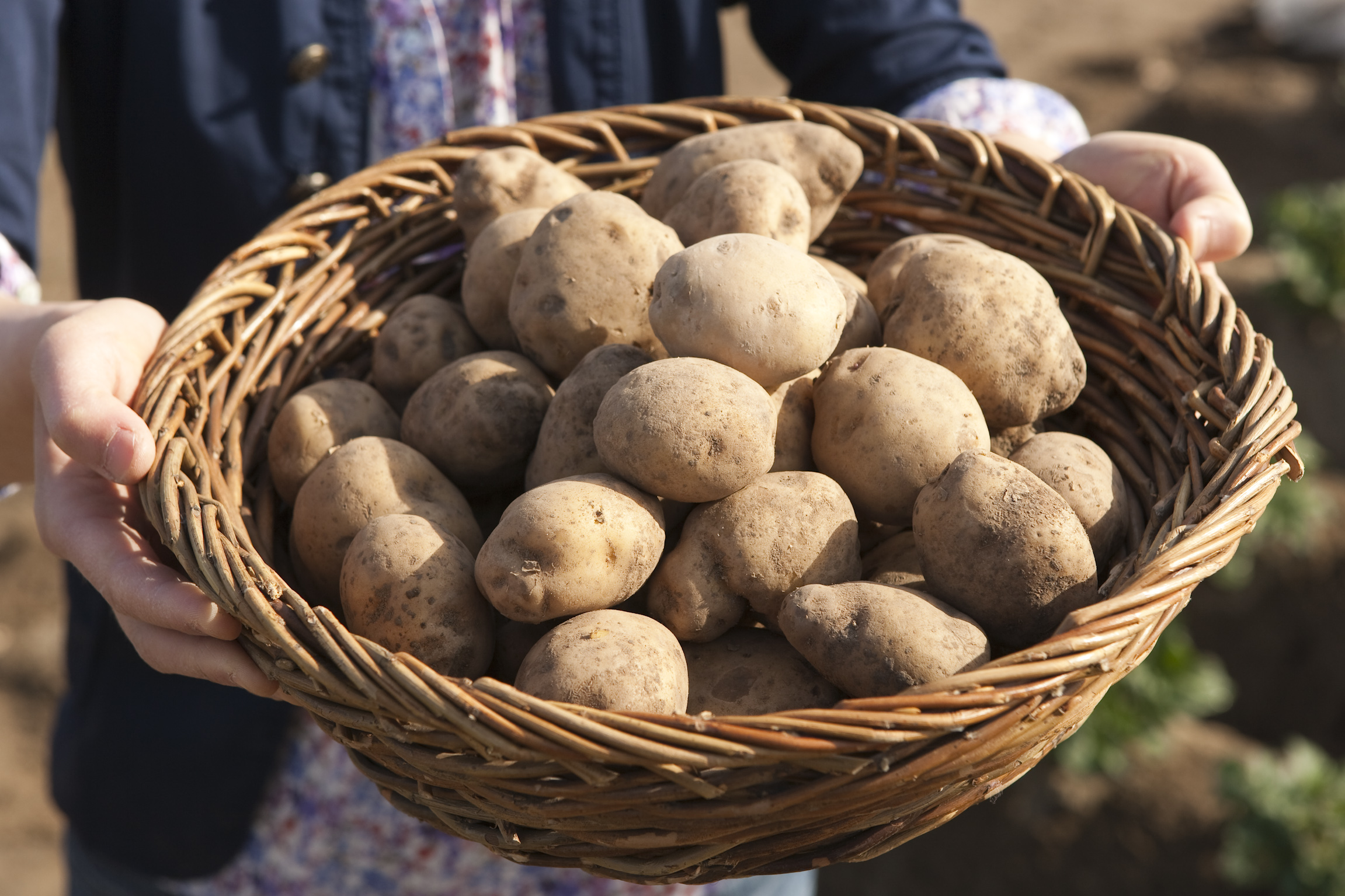
Một loại khoai tây biến đổi gen

Thực phẩm biến đổi gen (tiếng Anh: Genetically Modified food được gọi tắt là GM) được dùng để chỉ các loại thực phẩm có thành phần từ cây trồng biến đổi gen, động vật biến đổi gen (động vật chuyển gen) – hay còn gọi là thực phẩm GM, hoặc còn gọi là thực phẩm công nghệ sinh học (CNSH).

## Tổng quan
Thuật ngữ thực phẩm biến đổi gen ban đầu dùng để chỉ những loại cây trồng dành cho con người hoặc gia súc được tạo ra nhờ công nghệ sinh học để cho những phẩm chất mong muốn như tăng khả năng chống cỏ dại, chống sâu bệnh hay tăng hàm lượng dưỡng chất. Việc nâng cao chất lượng giống cây trồng thường được thực hiện nhờ phương pháp nhân giống, song phương pháp này tốn nhiều thời gian lại cho kết quả không chính xác. Ngược lại, kỹ thuật biến đổi gien có thể tạo ra giống cây trồng như mong muốn, tốn ít thời gian và có độ chính xác cao. 

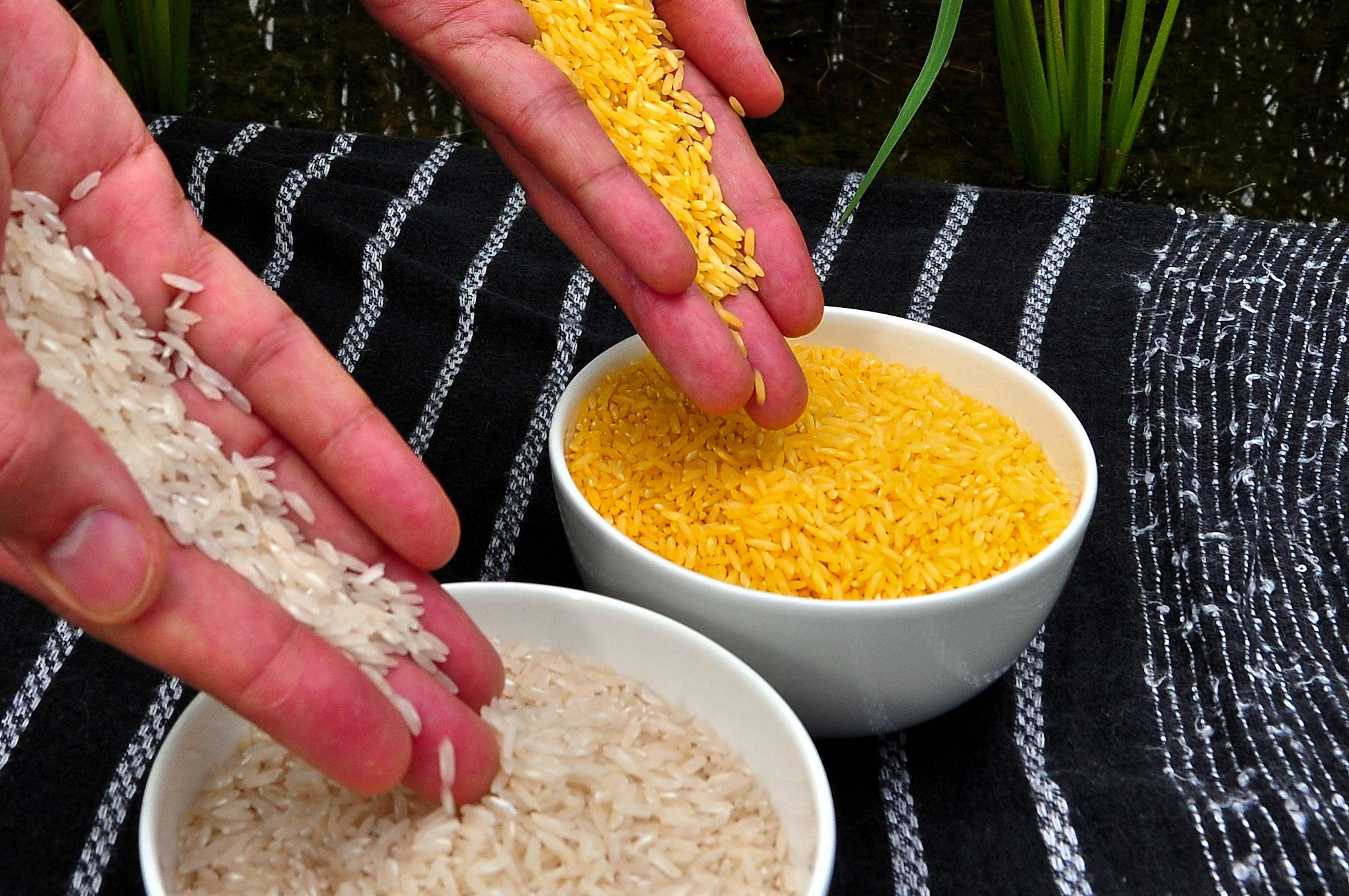
Gạo vàng, một loại thực phẩm biến đổi gen có nhiều ưu điểm

Trong kỹ thuật biến đổi này, người ta có thể thêm hoặc bỏ bớt gen. Nếu thêm gen vào một sinh vật nào đó, người ta thường chọn gen từ loài khác. Để làm được việc đó người ta có thể gắn gen ngoại lai vào một virus rồi đưa vào tế bào vật chủ, hoặc đưa DNA ngoại lai vào nhân của tế bào bằng ống tiêm. Một số chủng vi khuẩn cũng có thể chuyển gene vào tế bào và giới khoa học đã tận dụng chúng để tạo ra GMC.
Về mặt nguyên tắc, người ta chỉ làm biến đổi gen mang tính có lợi. Nghĩa là chỉ tiến hành biến đổi ở những gen không liên quan gì đến thành phần giá trị dinh dưỡng của thực phẩm, hoặc nếu có thì sẽ làm động tác theo hướng tăng cường hàm lượng mà không làm thay đổi theo chiều hướng ngược lại. Do đó, giá trị dinh dưỡng của thành phẩm không hề bị suy giảm cho nên Bên cạnh việc cung cấp dinh dưỡng thì thực phẩm biến đổi gen còn cho chúng ta những vụ mùa bội thu, những vụ mùa tồn tại ngay cả ở trong điều kiện sâu bệnh và khí hậu khắc nghiệt.
Thực phẩm biến đổi gen thông dụng hiện nay là cây trồng biến đổi gen là những cây mà vật liệu di truyền của chúng được biến đổi theo ý muốn chủ quan của con người nhờ những công nghệ sinh học hiện đại, hay còn gọi là công nghệ gene. Cây trồng biến đổi gene đã phát triển nhiều năm trên thế giới và việc sử dụng đang theo xu hướng gia tăng, trong đó có hai cường quốc nông nghiệp châu Á là Trung Quốc và Ấn Độ.

## Thực vật
Cây thuốc lá biến đổi gen là GMC đầu tiên được trồng thử nghiệm trên đồng ruộng. Các nhà khoa học gây biến đổi gene ở cây thuốc lá để chúng kháng thuốc diệt cỏ, rồi trồng thử nghiệm tại Mỹ và Pháp vào năm 1986. Một thập kỷ sau đó cây trồng biến đổi gene bắt đầu được trồng đại trà với mục đích thương mại.

#### Hoa Quả và Rau Củ
Đu đủ được biến đổi gen để kháng vi rút ringspot (PSRV). SunUp là một giống đu đủ Hoàng hôn đỏ chuyển gen có tính đồng hợp tử về gen protein PRSV. Cầu vồng là giống lai F1 màu vàng được phát triển bằng cách lai SunUp với Kapoho màu vàng không chuyển gen 
Thời báo New York tuyên bố: "Vào đầu những năm 1990, ngành công nghiệp đu đủ của Hawaii đã phải đối mặt với thảm hoạ vì vi rút ringpot đu đủ gây chết người. Vị cứu tinh duy nhất là giống được chỉnh sửa có khả năng kháng lại vi rút. Nếu không có chúng, ngành công nghiệp đu đủ của bang đã sụp đổ. Ngày nay, 80% đu đủ Haiwaii được biến đổi gen và vẫn không có phương pháp hữu cơ hay thông thường nào để kiểm soát vi rút ringspo. Cây trồng biến đổi gen đã được phê duyệt tại Hawaii vào năm 1998.
Ở Trung Quốc, một loại đu đủ biến đổi gen kháng PRSV được phát triển bởi Đại học Nông nghiệp Nam Trung Quốc và được phê duyệt trồng thương mại vào năm 2006. Đến năm 2012, 95% lượng đu đủ được trồng ở Quảng Đông và 40% được trồng ở Hải Nam là đu đủ biến đổi gen.
Ở Hồng Kông, nơi được cho phép trồng và phát hành bất kỳ loại đu đủ biến đổi gen nào, có 80% số lượng đu đủ được trồng hay nhập khẩu là đu đủ biến đổi gen.
Khoai tây New Leaf, một loại thực phẩm biến đổi gen được phát triển sử dụng vi khuẩn tự nhiên tìm thấy trong đất có tên là Bacillus thuringiensis (Bt), được chế tạo để cung cấp một phương thức bảo vệ khỏi bọ khoai tây Colorado làm mất năng suất.
Khoai tây New Leaf được đưa vào thị trường bởi công ty Monsanto vào cuối những năm 1990 và phát triển cho thị trường thức ăn nhanh. Tuy nhiên chúng đã bị rút khỏi thị trường vào năm 2001 khi các nhà bán lẻ từ chối chúng và các nhà chế biến thực phẩm gặp vấn đề về xuất khẩu.
Đến năm 2005, khoảng 13% lượng bí đao Zucchini được trồng ở Mỹ là giống biến đổi gen chống 3 loại vi rút. Giống bí này cũng được trồng ở Canada.
Vào năm 2014, USDA đã phê duyệt một loại khoai tây biến đổi mười gen được phát triển bởi công ty J.R.Simplot có thể ngăn ngừa tím bầm và sản xuất ít acrylamide khi chiên. Các sửa đổi đã loại mỏ protein cụ thể từ khoai tây, thông qua can thiệp RNA, thay vì cung cấp các gen mới.
Tháng 2 năm 2015, táo Bắc Cực đã được USDA chấp thuận, trở thành loại táo biển đổi gen đầu tiền được chấp thuận bán tại Hoa Kỳ. Gen triệt âm được sử dụng để làm giảm sự biểu hiện của polyphenol oxyase (PPO), do đó ngăn chăn trái cây bị nâu 

#### Ngô
Ngô được sử dụng làm thực phẩm và rượu etylic đã được biến đổi gen để dung nạp các loại thuốc diệt cỏ khác nhau và để thể hiện protein từ Bacillus thuringiensis (Bt) tiêu diệt một số côn trùng nhất định.
Năm 2010 khoảng 90% ngô trồng ở Mỹ đã được biến đổi gen. Ở Mỹ năm 2015, 81% diện tích ngô có tính trạng Bt và 89% diện tích ngô có tính trạng chịu được glyphosate.
Ngô có thể được chế biến thành yến mạch, bột mịn hay tinh bột mì và là thành phần trong bánh kếp, bánh muffin, bánh rán, bánh mì và các loại bột làm bánh, cũng như thực phẩm trẻ em, các sản phẩm thịt, ngũ cốc và một số sản phẩm lên men. Bột masa từ ngô được sử dụng để sản xuất vỏ taco, bim bim ngô và bánh ngô.

#### Đậu nành
Hạt đậu nành biến đổi gen để chống lại thuốc diệt cỏ và sản xuất dầu tốt cho sức khoẻ hơn.
Năm 2015, 94% diện tích đậu nành ở Mỹ là cây biến đổi gien để chịu được glyphosate 

#### Lúa mì
Từ tháng 12 năm 2017, lúa mì biến đổi gen đã được đưa vào đánh giá trong các thử nghiệm thực địa, nhưng chưa được phát hành thương mại.

### Ứng dụng
Do thực tế, dân số tăng lên mà lương thực thì có nguy cơ thiếu do đó nhân loại muốn có những giống cây trồng vật nuôi có một đặc tính ưu việt nào đó có khả năng cung cấp đủ thực phẩm ăn, người ta muốn có những thực vật có khả năng chịu hạn tốt, những cây trồng có khả năng chống chịu sâu bệnh cao nhằm làm tăng năng suất mùa màng, từ đó thúc đẩy nghiên cứu chế tạo ra loại thực phẩm này, người ta còn sử dụng thực phẩm chuyển gen nhằm tạo ra những thực phẩm có một đặc tính dinh dưỡng ưu việt nào đó. Hoặc cũng có khi là nhằm tổng hợp ra các chế phẩm sinh học hay các thuốc dùng trong điều trị bệnh.
Theo báo cáo của Tổ chức Quốc tế về Tiếp thu các ứng dụng công nghệ sinh học trong nông nghiệp (ISAAA), diện tích cây trồng biến đổi gen đã tăng gấp 110 lần sau 21 năm thương mại hoá, cùng với đó là sự mở rộng của thực phẩm biến gen để cung cấp đủ thực phẩm cho dân số thế giới cũng trên đà tăng mạnh. Tính tới năm 2017 đã có 67 quốc gia sử dụng cây trồng BĐG, bao gồm 24 quốc gia canh tác cây trồng BĐG (19 nước đang phát triển và 5 nước công nghiệp); cùng 43 quốc gia khác (trong đó EU được tính là 1) cấp phép chính thức nhập khẩu và sử dụng cây trồng BĐG với mục đích làm thực phẩm, thức ăn chăn nuôi và chế biến.
Từ năm 1996 đến năm 2012, cây bông CNSH ở Trung Quốc đã đem lại lợi ích kinh tế trên 15 tỷ USD, riêng năm 2013 đã đạt 2,2 tỷ USD. Trung Quốc hiện nay là nhà nhập khẩu đậu nành và hạt cải dầu biến đổi gen hàng đầu. Đầu năm 2019, Trung Quốc đã cho phép nhập khẩu 5 mặt hàng nông sản biến đổi gen, được công bố trên trang web của Bộ nông nghiệp Trung Quốc. Các sản phẩm được thông qua gồm ngô DP4114 Qrome và đậu nành DAS-44406-6 của công ty DowDuPont, đậu nành đậu nành SYHT0H2 do Bayer CropScience và Syngenta - hiện quyền sở hữu của công ty hóa chất Đức BASF - phát triển. Hai sản phẩm còn lại gồm hạt cải dầu RF 3 của BASF và hạt cải dầu MON 88302 của công ty Monsanto.

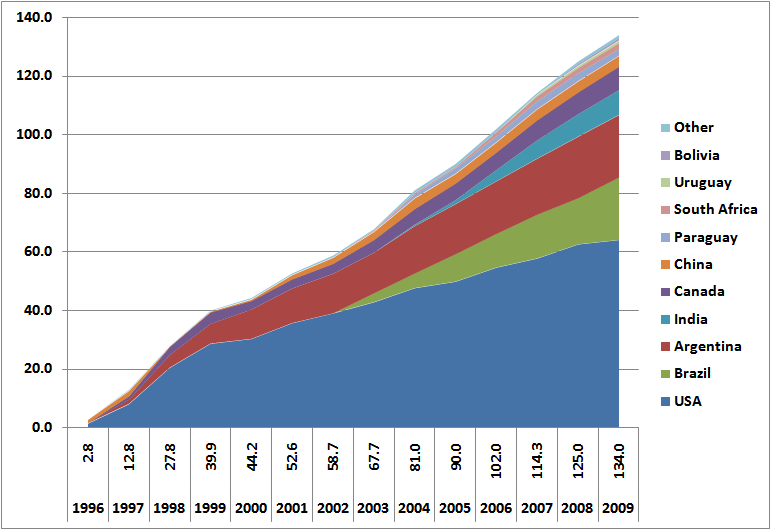
Biểu đồ tình hình sử dụng CM trên thế giới năm 2009

Cây trồng biến đổi gen có nhiều tác động to lớn lên đời sống kinh tế - xã hội – môi trường, đặc biệt là công nghệ biến đổi gen kháng sâu bệnh và chống chịu thuốc trừ cỏ đã giúp làm giảm 8,2% lượng thuốc trừ sâu cần sử dụng, tăng thu nhập cho các nông hộ 186,1 tỷ USD, tăng 659 triệu tấn sản lượng nông nghiệp trên toàn cầu và làm giảm 27,1 tỷ khí thải nhà kính.
Tính tới năm 2017, có 67 quốc gia sử dụng cây trồng biến đổi gen, bao gồm 24 quốc gia canh tác cây trồng biến đổi gen (19 nước đang phát triển và 5 nước công nghiệp); cùng 43 quốc gia khác (trong đó EU được tính là 1) cấp phép chính thức nhập khẩu và sử dụng cây trồng biến đổi gen với mục đích làm thực phẩm, thức ăn chăn nuôi và chế biến.

### Việt Nam
Tại Việt Nam, cây trồng biến đổi gen đã được đưa vào thử nghiệm gần 5 năm. Từ năm 2015, Chính phủ đã cho phép đưa 3 giống ngô biến đổi gen gồm NK66BT (mang gen chuyển Bt11), NK66GT (mang gen chuyển GA21) và NK66bt/GT (mang gen chuyển Bt1 và GT), đây được xem như một bước đột phá trong công nghệ sinh học. Bởi vậy, ở Việt Nam, các loại ngô và thực phẩm làm từ ngô đều có thể là ngô biến đổi gen 
Đậu nành cũng là một loại thực phẩm biến đổi gen rất phổ biến và Monsanto vẫn là tập đoàn nắm giữ độc quyền phân phối giống đậu nành biến đổi gen trên khắp thế giới với khoảng 90%.
Đậu nành là một loại thực phẩm cung cấp đạm rất phổ biến, có nhiều trong đậu phụ, các loại bánh, sữa tươi, sữa công thức cho trẻ em, bột ngũ cốc, bánh kẹo... Bởi vậy, khả năng những sản phẩm này được làm từ đậu nành biến đổi gen là rất lớn. Ở Việt Nam, đậu nành biến đổi gen đang chiếm hơn 90% thị trường đậu nành. Riêng trong năm 2013, Việt Nam bắt đầu nhập 1.3 triệu tấn đậu nành từ Brazil, Ấn Độ, Mỹ.... Đây đều là những quốc gia có diện tích đậu nành biến đổi gen lớn nhất thế giới.
Một cuộc khảo sát năm 2010 cho thấy 111/323 mẫu thực phẩm gồm: bắp, đậu nành, khoai tây, gạo, cà chua, đậu Hà Lan... chọn ngẫu nhiên ở 17 chợ, siêu thị trên địa bàn thành phố được kiểm nghiệm cho kết quả là sản phẩm biến đổi gen, trong đó có bắp Mỹ, bắp trái non, bắp non đóng hộp, bột bắp, bắp giống có nguồn gốc trong nước và nước ngoài dương tính với promoter 35S hoặc terminator nos - một dạng biến đổi gen. Trong đó có 45 mẫu bắp, 29 mẫu đậu nành, 11 mẫu gạo, 15 mẫu khoai tây, 10 mẫu cà chua. Đáng chú ý là người tiêu dùng, các nhà phân phối và cả ban quản lý các siêu thị, chợ trên địa bàn thành phố hầu như không hiểu biết gì về thực phẩm biến đổi gen. Trước tình trạng đó, một số nhà sản xuất đã bắt đầu quan tâm đến việc công bố nguồn gốc nguyên liệu sản xuất để người tiêu dùng có quyền lựa chọn sản phẩm mình mua có được làm từ thực phẩm biến đổi gen hay không.

## Quan điểm
Thực phẩm biến đổi gen trở thành chủ đề gây tranh cãi trên phạm vi toàn cầu. Theo Cơ quan Quản lý dược phẩm và thực phẩm Hoa Kỳ (FDA), các loại thực phẩm từ thực vật biến đổi gen cần phải đáp ứng quy định an toàn như các loại thực phẩm không biến đổi gen.
Những loại sinh vật biến đổi gen khác nhau sẽ bao gồm các loại gen khác nhau và được đưa vào bằng nhiều cách khác nhau. Điều này có nghĩa là, để đánh giá mức độ an toàn của thực phẩm biến đổi gen cần được đánh giá đối với từng loài cụ thể và không thể đưa ra được một khẳng định chung về tất cả các loại thực phẩm biến đổi gen có an toàn hay không. Hiện tại, vẫn chưa có chứng cứ khoa học nào khẳng định sử dụng thực phẩm biến đổi gen có hại cho sức khỏe. Những hậu quả về mặt sức khỏe khi ăn các loại động vật đã trải qua biến đổi gen vẫn còn là một bí ẩn lớn. Trên thế giới cũng chia ra các luồng quan điểm khác nhau. Theo WHO, những thực phẩm biến đổi gen trên thị trường quốc tế hiện nay phải trải qua giai đoạn đánh giá an toàn rất nghiêm ngặt và thường sẽ không gây ra nguy cơ gì với sức khỏe con người. Tại các quốc gia chấp nhận sử dụng thực phẩm biến đổi gen, cũng chưa quan sát được ảnh hưởng nào lên sức khỏe con người do tiêu thụ thực phẩm biến đổi gen cả. Tuy nhiên nhóm không ủng hộ thực phẩm biến đổi gen đưa ra các quan điểm rằng sử dụng thực phẩm GMO lâu dài sẽ gây dị ứng, kháng kháng sinh, thậm chí gây ung thư. Trên thực tế vẫn có khả năng tồn tại độc tố trong thực phẩm biến đổi gen, bởi vì cây trồng truyền thống và cây trồng chuyển gen chỉ khác nhau về gen quy định tính trạng mong muốn, lượng độc tố tự nhiên (nếu có) tồn tại trong cây trồng truyền thống cũng sẽ có mặt trong cây trồng chuyển gen.[9] Tuy nhiên có một thực tế là trong thực phẩm chúng ta ăn từ xưa đến nay đều tồn tại độc tố ở hàm lượng nhất định,[9] hầu hết ở mức độ an toàn với người sử dụng.
Hiện nay có một nhóm các chuyên gia đã lên tiếng bảo vệ thực phẩm biến đổi gen, cụ thể như:
- Thực phẩm công nghệ sinh học ít có khả năng gây dị ứng hơn so với các loại thực phẩm thông thường khác bởi chúng thường được sàng lọc trước để bảo đảm không chứa DNA tương tự như trình tự để mã hóa cho các protein gây dị ứng. Hơn nữa, các nhà nghiên cứu đang theo đuổi một loạt các phương pháp tiếp cận nhằm loại bỏ tác nhân gây dị ứng thực phẩm phổ biến hiện nay đã đe dọa người tiêu dùng.[cần dẫn nguồn] Ngoài việc nghiên cứu phương pháp này trên đậu nành thì còn đang tiến hành mở rộng ở nhiều loại thực phẩm khác như đậu phộng, sữa ... Cây trồng công nghệ sinh học cũng đang làm cho thực phẩm an toàn hơn bằng cách giảm dư lượng thuốc bảo vệ thực vật và giảm khả năng nhiễm độc tố nấm mốc với trường hợp của cây bắp Bt.
- Thực phẩm biến đổi gen cũng không phải là nguyên nhân làm tăng khả năng kháng thuốc kháng sinh. Các nghiên cứu về sự phát triển của vi khuẩn kháng thuốc kháng sinh trong cơ thể người bằng "gen chỉ thị" (được sử dụng trong một số giống cây trồng công nghệ sinh học thương mại hóa đầu tiên), chứng minh một cách thuyết phục rằng căn nguyên của vấn đề này chính là do sử dụng quá liều một loại thuốc kháng sinh thương mại riêng biệt.[39][40] Hơn nữa, một nghiên cứu thực hiện vào năm 2010 cho thấy những người trồng bắp truyền thống bên cạnh bắp Bt được hưởng lợi từ việc giảm áp lực sâu đục thân bắp giống châu Âu.[40]
- Đặc biệt thực phẩm biến đổi gen là thực phẩm giàu đạm hơn so với thực phẩm truyền thống.[cần dẫn nguồn] Các chất đạm lại đóng vai trò quan trọng đối với sức khỏe con người và các loại vật nói chung. Những cây trồng có giá trị dinh dưỡng được cải thiện gồm giống Gạo vàng 2 (cung cấp tiền sinh tố A để khắc phục tình trạng thiếu vitamin A ở nhóm dân số tiêu dùng gạo), ngô Lysine (cung cấp chất lyzin chức năng cho thức ăn chăn nuôi lợn và gia cầm), và đậu nành SDA (có chứa dầu đậu này bổ sung hàm lượng axít béo Omega-3 tốt cho tim mạch).[41][cần dẫn nguồn]

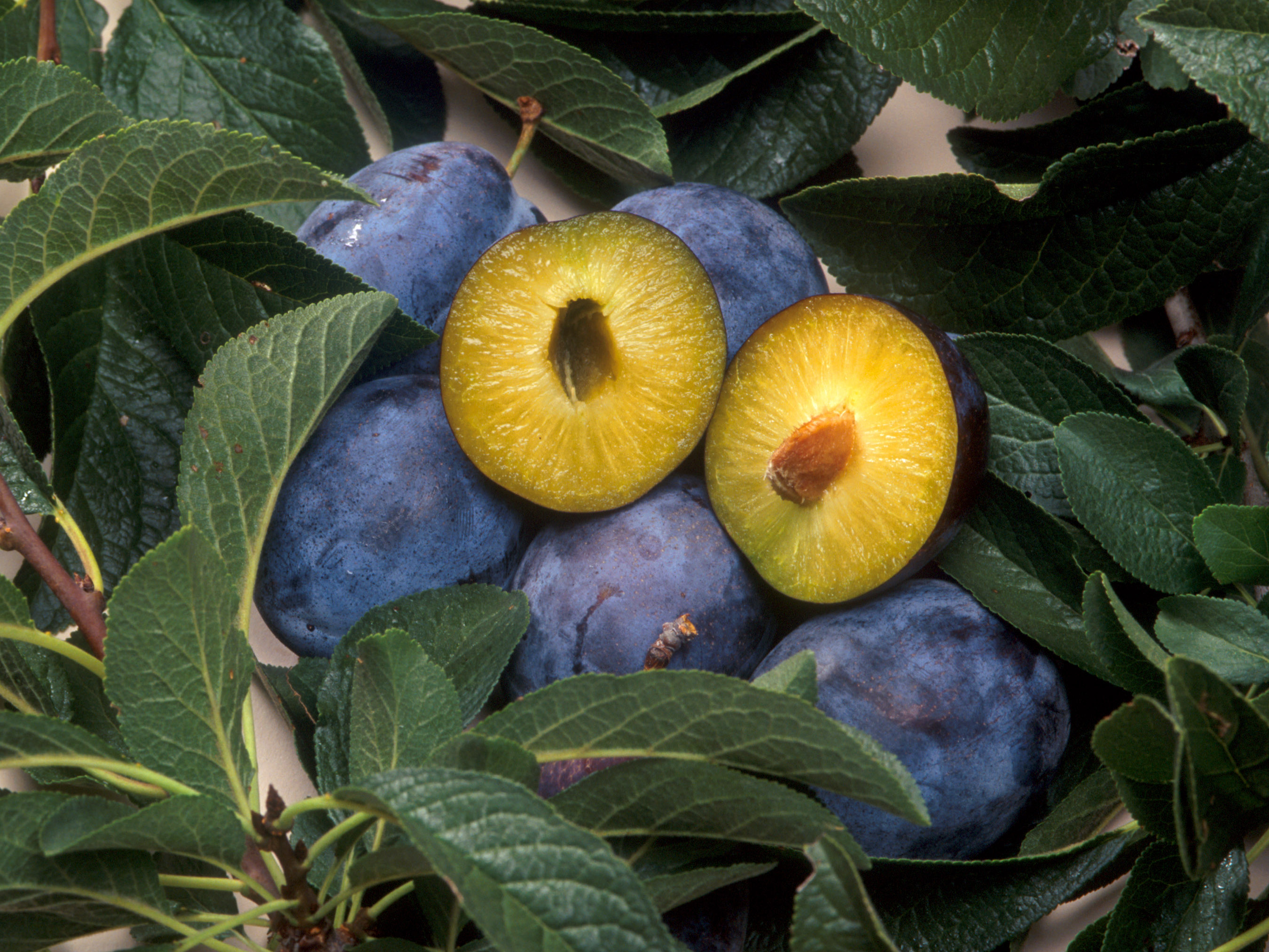
Một quả mận biến đổi gen

## Thông tin an toàn
Tổ chức Y tế thế giới (WHO), Tổ chức Nông Lương Liên hợp quốc (FAO), Cục Dược Phẩm và Thực Phẩm Hoa Kỳ (FDA)... đã thiết lập ra các hệ thống quy chuẩn để đánh giá và quản lý an toàn của thực phẩm GM. Mọi thực phẩm GM đều phải được chứng nhận không có nguy cơ về sức khỏe với con người dựa trên Tiêu chuẩn Thực phẩm quốc tế (Codex) thiết lập bởi WHO mới được đưa ra thương mại hóa.
Tính an toàn của cây trồng biến đổi gen đã được khẳng định bởi nhiều tổ chức khác bao gồm Hiệp hội Y khoa Mỹ Lưu trữ ngày 7 tháng 9 năm 2012 tại Wayback Machine Hiệp hội độc chất học, Viện Khoa học sự sống Quốc tế, Viện Khoa học hàn lâm Hoa Kỳ, Hiệp hội Hoàng gia Vương quốc Anh, Tổ chức Y tế thế giới, Viện Công nghệ thực phẩm, Tổ chức Nông lương Liên hiệp quốc, Cơ quan An toàn thực phẩm châu Âu và Ủy ban Liên minh châu Âu
Kể từ khi cây trồng GM được thương mại lần đầu tiên vào năm 1996 (1996-2012), các cơ quan quản lý thuộc 59 quốc gia đã tiến hành đánh giá khoa học mở rộng và khẳng định sự an toàn của cây trồng GM với 2.497 phê duyệt đối với 319 tính trạng GM khác nhau trên 25 đối tượng cây trồng.
Theo thông tin báo chí phát đi từ Cộng đồng chung Châu Âu về kết quả 10 năm nghiên cứu sinh vật biến đổi gen cũng cho thấy, báo cáo tóm tắt kết quả của 50 đề án nghiên cứu chủ yếu tập trung vào tính an toàn của sinh vật biến đổi gen đối với môi trường, sức khỏe của con người và vật nuôi. Các nghiên cứu đó được tiến hành trong giai đoạn 2001 – 2010 được tài trợ bởi Cộng đồng chung Châu  Âu với nguồn kinh phí khoảng 200 triệu Euro.
Theo kết quả của dự án, tính đến thời điểm hiện tại, khẳng định không có bất cứ bằng chứng khoa học cho thấy mối liên hệ giữa sinh vật biến đổi gen với những rủi ro lớn hơn đối với môi trường, và sự an toàn của thực phẩm, thức ăn chăn nuôi so với các sinh vật và cây trồng truyền thống.
Tại Việt Nam, để đảm bảo an toàn cho người sử dụng, Bộ Nông nghiệp & Phát triển nông thôn đã yêu cầu thực vật biến đổi gen trước khi đưa vào sử dụng bắt buộc phải đăng ký giấy xác nhận tại cơ quan thường trực của Bộ Nông nghiệp và Phát triển nông thôn 

## Dán nhãn sản phẩm
Ở Liên minh châu Âu, các thực phẩm và thức ăn cho gia súc biến đổi gen phải được dãn nhãn phân biệt. Tuy nhiên quy định này không bắt buộc cho những thực phẩm từ những động vật dùng thức ăn biến đổi gen.,
Bắt đầu từ tháng 1/2016, đã có quy định về việc bắt buộc dán nhãn ghi rõ "biến đổi gen" bằng tiếng Việt trên bao bì các loại thực phẩm biến đổi gen. Theo đó, các loại thực phẩm có ít nhất 1 thành phần nguyên liệu biến đổi gen >5% tổng nguyên liệu đều phải ghi nhãn. Đây là một trong những động thái cho thấy sự cảnh giác đối với nguy cơ của các loại thực phẩm biến đổi gen đối với người tiêu dùng Việt Nam. Nhưng mặt hạn chế vẫn là, quy định trên chỉ áp dụng được với các loại thực phẩm đóng gói sẵn. Còn đối với các loại thực phẩm tươi, khô, đông lạnh... các loại thức ăn chăn nuôi thì người tiêu dùng vẫn phải dè chừng về nguồn gốc. Trước những cảnh báo của các nhà khoa học về các loại thực phẩm biến đổi gen, người tiêu dùng Việt Nam vẫn sẽ hoang mang trước hàng loạt sản phẩm thực phẩm biến đổi gen được bày bán